# Düren
Düren (latim villa duria) é uma cidade da Alemanha, capital do distrito de Düren, região administrativa de Colônia, estado da Renânia do Norte-Vestfália. Esta situada entre Colônia e Aachen, às margens do Roer, rio que encontra o rio Meuse nos Países Baixos.
Düren é sede de uma base militar belga.